# Morte di Benito Corghi

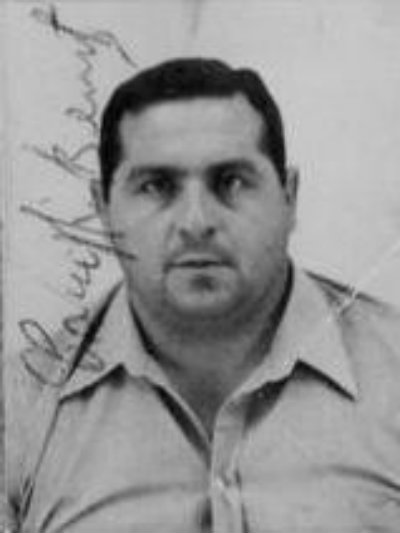
Foto di Benito Corghi conservata negli archivi della Stasi.

La morte di Benito Corghi avvenne a Hirschberg il 5 agosto 1976 nei pressi del posto di blocco lungo il confine tra la Germania dell'Est e dell'Ovest a causa di un equivoco con i militari dell'esercito della Germania Est addetti al controllo.

## Storia
Nato a Rubiera il 26 maggio 1938, Benito Corghi lavorava come camionista per l'Autisti Riuniti Autotrasporti (ARA) di Reggio Emilia, società che, in virtù degli accordi stipulati (con la facilitazione del Partito Comunista Italiano) tra alcune cooperative agroalimentari emiliano romagnole e le istituzioni di Paesi del blocco orientale, importava carni macellate dall'Est Europa in Italia. Egli stesso era iscritto al PCI, al pari della moglie e della cognata (che lavorava come segretaria di sezione a Rubiera), mentre i due figli, all'epoca di quindici e diciotto anni, erano militanti FGCI.
Più volte, per lavoro, Corghi si era recato in Germania Est, in un caso portando con sé anche uno dei figli. Il 4 agosto 1976 si recò al mattatoio di Cottbus per caricare circa un quintale di carne di maiale; verso mezzanotte, dopo aver attraversato la Turingia ed essersi immesso sull'autostrada A9, era arrivato al valico di frontiera tra Germania Est e Germania Ovest di Hirschberg-Rudolphstein, uno dei pochi abilitati all'attraversamento con autocarri. I controlli al posto di blocco orientale vennero superati, ma il veterinario di turno, dopo aver ispezionato l'automezzo, prese con sé alcuni certificati per vidimarli senza avvertire i doganieri, che pertanto diedero via libera al transito.

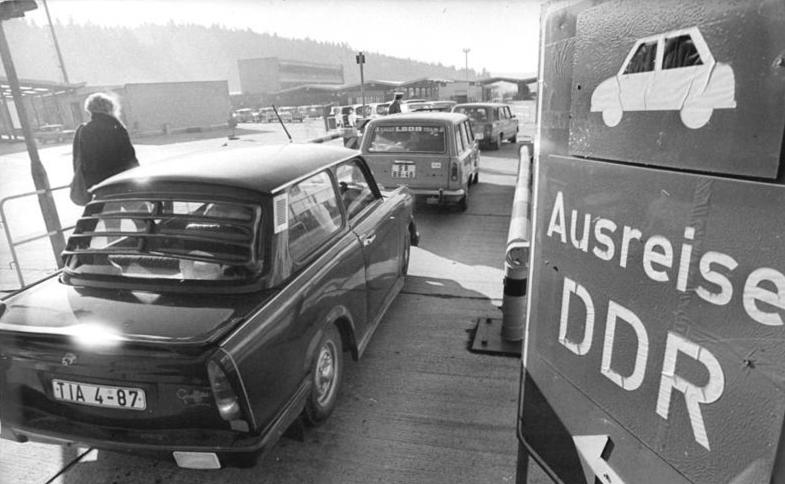
Il confine tedesco orientale a Hirschberg nei pressi del luogo dove venne ucciso Benito Corghi

Circa alle 3.40 del mattino Corghi raggiunse il presidio doganale della Germania Ovest, dopo il quale si poteva proseguire sulla A9 nel territorio della Baviera. Qui i funzionari si accorsero dell'assenza nella documentazione del carico del certificato veterinario, senza il quale non era possibile autorizzare il prosieguo del viaggio. 
Corghi, peraltro in difficoltà in quanto non conosceva il tedesco, chiese di poter fare inversione di marcia, tornare alla dogana della DDR e recuperare il documento, ma i doganieri occidentali gli risposero che, avendo già di fatto espatriato, un ulteriore attraversamento del confine avrebbe del tutto invalidato l'autorizzazione al transito in Germania Ovest, comportando quindi la necessità di ripetere l'iter per la richiesta del permesso. Il camionista decise pertanto di parcheggiare il veicolo e si incamminò a piedi lungo i 700 m di strada verso il posto di blocco orientale, non prima di aver chiesto a gesti alle guardie di frontiera della Germania Ovest di avvisare i loro colleghi dell'est.
Nessuno tuttavia gli fece notare che il percorso che stava affrontando era riservato agli autocarri e vietato ai pedoni: se anche i doganieri di Rudolphstein avevano avvertito gli omologhi di Hirschberg dell'arrivo di un camionista in cerca dei suoi documenti, la torre di guardia orientale a presidio della frontiera (complice la serata uggiosa, con una lieve pioggia che ostacolava la visibilità), appena si avvide della presenza di un uomo sulla strada lanciò l'allarme, dando l'ordine di fermare lo sconosciuto con ogni mezzo. 
L'agente Uwe Schmiedel, un caporale della Volkspolizei appena ventenne, gli andò incontro intimandogli l'alt come da regolamento: «Stehenbleiben, Grenzposten, Hände hoch!» (alt, posto di confine, mani in alto!). Come risulta dal rapporto delle autorità militari della DDR in un primo momento Corghi cercò di spiegare la situazione, alzando però solo una mano (quella in cui teneva una sigaretta) e mantenendo abbassata quella che teneva il borsello dei documenti. Il caporale, ligio al regolamento, di conseguenza ripeté l'avvertimento e l'autotrasportatore, presumibilmente preso dal panico (oppure, secondo altre versioni, accortosi di non avere con sé la patente di guida), si girò e tentò di tornare verso la frontiera occidentale. L'agente Schmiedel ripeté per la terza volta l'avvertimento, poi sparò due colpi in aria ed infine tre colpi mirati, di cui due andarono a segno. I soldati raccolsero Corghi e lo portarono al posto di blocco, ove venne chiesto l'intervento di un'ambulanza dall'ospedale di Jena; quando questa arrivò, dopo circa mezz'ora, Corghi era già deceduto. La salma fu traslata comunque in ospedale ed esaminata autopticamente, accertando che la morte fu causata da un proiettile entrato dalla spalla che aveva trapassato i polmoni.
La notizia della tragedia giunse in Italia poche ore dopo grazie a un redattore del quotidiano di Berlino Ovest Bild Zeitung, che ne era venuto a conoscenza e riuscì a telefonare a Rubiera alla moglie; nell'immediato le autorità della Germania Est rimasero silenti.
Il cadavere venne quindi portato dall'ospedale di Jena a Berlino Est, da dove l'8 agosto un volo Alitalia si occupò di riportarlo all'aeroporto di Milano-Linate, ove ad accogliere la bara erano presenti la moglie, i figli e i dieci fratelli di Benito Corghi con le loro mogli, il senatore comunista emiliano Alessandro Carri, il sindaco di Rubiera Danilo Pignedoli con l'assessore Del Monte; il trasporto della salma venne pagato dalla ditta ARA. Corghi venne sepolto nel cimitero di Rubiera il giorno dopo.
Solo a distanza di giorni dall'evento le autorità della Germania Est comunicarono ufficialmente che il camionista era stato colpito alle 4 del mattino da due pallottole alla schiena, di cui una alla colonna vertebrale, in quanto si trovava in un tratto di confine riservato agli autocarri e non aveva rispettato l'alt delle guardie di frontiera. L'8 agosto il quotidiano ufficiale della DDR, il Neues Deutschland, affermò che la morte del camionista era dovuta "a una tragica catena di eventi, che deplorevolmente sono ancora misteriosi".

## Reazioni
In Italia montò lo sdegno e l'imbarazzo, con vive proteste tanto della Farnesina quanto del PCI. 
Già il 7 agosto 1976 l'incaricato d'affari della DDR a Roma fu convocato dal ministero degli Esteri per chiarire i fatti e chiedere un risarcimento per la famiglia. L'ambasciatore tedesco orientale, Klaus Gysi, negoziò il pagamento del risarcimento, che Erich Honecker fissò personalmente in 80.000 marchi dell'ovest, rispetto ai 50.000 inizialmente previsti. Il diplomatico venne ricevuto anche nella segreteria del PCI a Botteghe Oscure; la segreteria del Partito e la Federazione comunista reggiana emisero un comunicato dove si chiedevano le esatte circostanze della morte alle autorità tedesco orientali e italiane. Lo stesso giorno il governo della Germania Est, tramite il ministro degli Esteri Herbert Krolikowski, presentò (caso unico per una morte alla frontiera) le scuse presso l'ambasciata italiana a Berlino Est, mentre il portavoce del governo della Germania Ovest condannò l'"uccisione sistematica" praticata dalle guardie di frontiera della Germania dell'Est sui sospettati che attraversano il confine. Qualche settimana dopo il governo di Berlino Est inviò un proprio funzionario a Rubiera per porgere le condoglianze al partito e alla famiglia.
L'8 agosto i senatori comunisti Franco Calamandrei, Alessandro Carri e Delio Bonazzi presentarono un'interrogazione parlamentare al ministro degli Esteri Arnaldo Forlani del governo Andreotti III per conoscere le circostanze della morte e la restituzione della salma; i senatori democristiani Luigi Noè e Giorgio Degola presentarono un'altra interrogazione al ministro per le circostanze della morte e per l'apertura di un'inchiesta. Il 10 agosto i deputati missini Mirko Tremaglia, Ernesto De Marzio, Alfredo Pazzaglia e Alfredo Covelli presentarono un'interpellanza al ministro degli Esteri per conoscere la protesta diplomatica italiana, i risultati delle indagini, il risarcimento danni alla famiglia e una denuncia formale del governo italiano del "governo liberticida della Germania Est". Il vicesegretario del PSDI, il deputato Giuseppe Amadei, lo stesso giorno fece un intervento molto critico verso il PCI e le ambiguità del comunicato della sezione di Reggio Emilia.
La rete televisiva pubblica ZDF della Germania Ovest si offrì di devolvere alla famiglia 12.000 marchi (circa 4 milioni di lire dell'epoca), ricavati dal montepremi del quiz Dalli Dalli.

## Processo
Nella Repubblica Democratica, Uwe Schmiedel e il suo diretto superiore, il tenente colonnello che aveva ordinato di aprire il fuoco, vennero premiati ciascuno con una medaglia per l'esemplare servizio di frontiera e un bonus di 250 marchi orientali, oltre a un piccolo rinfresco.
In seguito alla riunificazione tedesca, nel maggio 1994 Uwe Schmiedel venne processato con l'accusa di omicidio colposo dalla camera penale del tribunale distrettuale di Gera, presieduta dal giudice Ulich Klimmek, venendo poi assolto poiché i giudici conclusero che non aveva intenzione di uccidere la sua vittima. 
A differenza di un processo analogo contro Ulrich Gau, in questa occasione l'ammissione dell'imputato di non volere la morte della vittima (avendo mirato solo alle gambe) ha portato all'assoluzione dell'accusa di omicidio colposo, assoluzione argomentata anche con l'osservazione del comportamento tenuto dall'imputato dopo aver sparato:
1. sebbene il tenente colonnello gli avesse proibito di lasciare il suo posto, subito dopo aver sparato Schmiedel è corso da Corghi aiutarlo, sebbene nel suo rapporto finale il vicecapo di stato maggiore delle truppe di frontiera aveva detto che "le azioni di primo soccorso del caporale.... hanno rispettato pienamente i requisiti del regolamento del servizio";
2. il soldato Schmiedel era talmente nervoso dopo il delitto e tremava così tanto che dovette essere sollevato dalla guardia. In realtà, nella RDT era la regola che qualsiasi guardia che sparasse ad un fuggitivo venisse in seguito immediatamente sollevato dalla guardia;
3. quando Uwe Schmiedel seppe della morte di Corghi, dichiarò subito di aver mirato solo alle gambe;
4. l'imputato ha sofferto terribilmente per il fatto di aver ucciso una persona, arrivando anche a maturare una dipendenza dall'alcol, tanto che le sue dichiarazioni durante l'udienza principale dovettero essere interrotte più volte perché era in lacrime e non poteva continuare a parlare.

Schmiedel non venne condannato dal tribunale di Gera nemmeno per lesioni personali, in quanto avrebbe agito su ordini la cui illegalità non gli sarebbe stata evidente. Quindi correttamente avrebbe obbedito all'ordine "nell'interesse della disciplina militare". Non sarebbe stato in grado di mettere in dubbio la legalità di questo ordine in quanto all'epoca l'imputato era stato convinto che anche i "violatori di frontiera" da ovest apparentemente più innocui potessero essere pericolosi agenti armati, sabotatori o provocatori. "Questa convinzione deve essersi ancor più imposta quando Corghi, nonostante gli avvertimenti ed i colpi di avvertimento, si mise a correre sempre più veloce come se volesse fuggire dall'arresto". All'imputato era stato ripetutamente detto che la Repubblica federale di Germania intendeva attaccare la RDT: "Affinché le guardie di frontiera non potessero verificare questa affermazione, solo i coscritti che non avevano parenti nella Repubblica federale erano assegnati al servizio di frontiera".
La Procura della Repubblica aveva chiesto la pena di un anno di reclusione, sospesa in libertà vigilata, e impugnato l'assoluzione in quanto l'uso di armi da fuoco era stato del tutto sproporzionato. Secondo la procura, l'imputato avrebbe dovuto riconoscere l'evidente illegittimità dell'ordine emesso e prendere in considerazione altri mezzi per affrontare la situazione. Tuttavia, la Corte di giustizia federale ha confermato l'assoluzione: il soldato Schmiedel non aveva motivo di comportarsi in maniera diversa rispetto ad una situazione di comando che gli era stata ripetutamente impartita. "L'uso di un'arma da fuoco contro una persona che - come si può presumere in questo contesto - ha attraversato illegalmente il confine e cerca di eludere l'arresto fuggendo non è ovviamente illegale".
A sua volta, l'ex tenente colonnello che aveva dato a Schmiedel l'ordine di fermare il "trasgressore" con qualsiasi mezzo, non è stato nemmeno accusato, sebbene questo ordine, come hanno anche riscontrato i giudici di Gera, violasse le norme della RDT in quanto il tenente colonnello sapeva che il pedone sul ponte era il camionista italiano che andava a riprendere i suoi documenti. L'ex tenente colonnello è apparso in tribunale solamente come testimone.

## Influenza culturale
- Corghi è ricordato nel progetto Chronik der Maurer di Deutschlandradio, dell'Agenzia federale per l'educazione civica e del Centro di Storia Contemporanea di Potsdam sulla storia del muro di Berlino e del confine tra Germania Est e Germania Ovest e sulle vittime[14].

- Un romanzo a fumetti sulla morte di Benito Corghi è stato pubblicato nel supplemento domenicale del Corriere della Sera, La Lettura del 14 luglio 2019, nell'anno del trentennale della caduta del Muro di Berlino[15].